# 六百間
六百間（ろっぴゃっけん）は、2人または3人で競技を行う花札遊戯のひとつ。

## 概要
六百間の発祥は九州と言われており、九州地方、中国地方、大韓民国、旧満州で主に遊ばれていた。花札といえば花合わせやこいこいではなく、この六百間を連想する地域もある。競技方法は花合わせと似ているが、600点を獲得した競技者を勝者とする。

## 人数
2人。ただし、広島県や岡山県など地方によっては3人でも遊ばれる。

## 遊び方
親は各競技者に手札として4枚ずつ裏向きに配り、場札として4枚を表向きに置く。そしてもう1度同様に配る（「手八の場八」という）。
※3人の場合は手札4枚ずつ、場札3枚配った後、手札3枚ずつ、場札3枚配る（「手七の場六」あるいは「場六の手七」という）。
競技者は順に、花合わせと同じ要領で手札から1枚取り出して場に出す。この時、同じ札種（植物、月）の札が場札にあれば、2枚は得点となり、相手に分かりやすい様に自分の目の前に置く。なければ出した手札は場札に加える。その後、山札をめくって場に出し、同様にめくった山札と同じ札種（植物、月）の札が場札にあれば、2枚は得点となり、自分の目の前に置く。なければ引いた山札は場札に加える。こうして、全員の手札がなくなるまで行ない、獲得した札の点数と出来役の点数の合計を自分の得点とする。これを繰り返し、先に600点獲得した競技者が勝者となる(地域によっては700点を獲得した競技者が勝者としている地域もある。その際後述の四光、七短の点数は700点である)。

## 札点
花合わせや八八と異なり、六百間独自の札点が設定されている。
- 光札（「松に鶴」、「桜に幕」、「芒に月」、「柳に小野道風」、「桐に鳳凰」）と「梅に鴬」の計6枚＝各50点
- 種札（「梅に鴬」を除き、桐の色違いのカス札を含む） 計9枚＝各10点
- 短冊札 計10枚=各10点
- カス札 計23枚=各0点

※ただし、「菊に盃」、「紅葉に鹿」を50点札としている地方もある。

## 出来役
出来役の点数は地方により異なる。大三と小三の点数は、ここに書いてあるのとは逆になっていることが多い。
| 役名                                                        | 説明                                                               | 点数  | 組み合わせ |
| ----------------------------------------------------------- | ------------------------------------------------------------------ | ----- | ---------- |
| 四光                                                        | 松に鶴・桜に幕・芒に月・桐に鳳凰の4枚                              | 600点 |            |
| 七短                                                        | 短冊10枚（柳を含む）のうち任意の7枚                                | 600点 | （1例）    |
| 猪鹿蝶                                                      | 萩に猪・紅葉に鹿・牡丹に蝶の3枚                                    | 300点 |            |
| 松桐坊主                                                    | 松に鶴・芒に月・桐に鳳凰の3枚                                      | 150点 |            |
| 鉄砲                                                        | 桜に幕・芒に月・菊に盃の3枚 （強力な火縄銃も雨で使えないことから） | 300点 |            |
| 花見て一杯                                                  | 桜に幕・菊に盃の2枚                                                | 100点 |            |
| 月見て一杯                                                  | 芒に月・菊に盃の2枚                                                | 100点 |            |
| 大三（おおざん）                                            | 松に鶴・梅に鶯・桜に幕の3枚                                        | 150点 |            |
| 小三（こざん）                                              | 松・梅・桜の短冊3枚                                                | 100点 |            |
| 青短                                                        | 牡丹・菊・紅葉の短冊3枚                                            | 100点 |            |
| 草短                                                        | 藤・杜若・萩の短冊3枚                                              | 100点 |            |
| シマ                                                        | 松、梅、桜、藤、芒、紅葉、桐の同種札4枚                            | 50点  | （1例）    |
| 雨シマ（ゾロ） 霙（みぞれ） ２ゾロ（柳は2月だったことから） | 柳4枚                                                              | 200点 |            |

このうち四光と七短（場合によって総ガス）は無条件で勝者となる。この2役をイチコロまたはバッサリと呼ぶ場合もある。
四光は、四光になるもの以外の光札を(五光以上)取った場合は四光にならない、七短は、短冊札を(7枚丁度ではなく)8枚以上取った場合は七短にならない というルールを採用することもある。
月見・花見・鉄砲は、それを取ったものの札に柳が含まれていると「雨流れ」といって無効になる、というルールを採用することもある。そのとき松に鶴があると復活する、とすることもある。
シマになるものを取った場合は、同種札4枚の内の1枚のカス札を光札と同等の扱い(点数)にする。
終了まで30点以下に押さえると、「フケる（流し）」と言って、勝負を流し、もう一回仕切りなおしできる。ただし、雨と桐は点数に入らない。また、相手が四光を作った時に限り、流すことは出来ない。
手札を配られた時点で、以下の手役ができていたときは、それをさらしてからプレーする地域もある。
- 同種札三枚（200点）
- すべてカス（総ガス、400点）

## その他
- 鬼札

「柳に小野道風」札を鬼札と呼び、カス札以外の点数がある札ならどれでも取れる（柳札以外でも可）。手札から出す場合は、カス札以外の点数札を取ってくることが出来る。山札からめくった場合は、場札に点数札があるならどれでも取ることが出来る。また、必ずしも鬼札として使用する必要はなく、通常の札としても使用できる。地方によっては「ガジ」、「ガジる」ともいう。
- ビキ

配札後、場札に同月札が3枚ある場合は「ビキ」といい、3枚の札をまとめておき、その同月札の残り1枚を場に出した競技者が3枚を全て取れる。
- 呼び方について

「藤」を「くろまめ」、「萩」を「あかまめ」、「柳」を「雨」、「芒」を「坊主」と呼ぶことがある。
点数を○○点とは呼ばず、○○間（ケン）と呼ぶことがある。

## 文献
- 竹村一・著『花札ゲーム28種』〈大泉書店〉 ISBN 4-2780-4524-7. 50 - 56ページにて掲載。